# Etnisk rensning

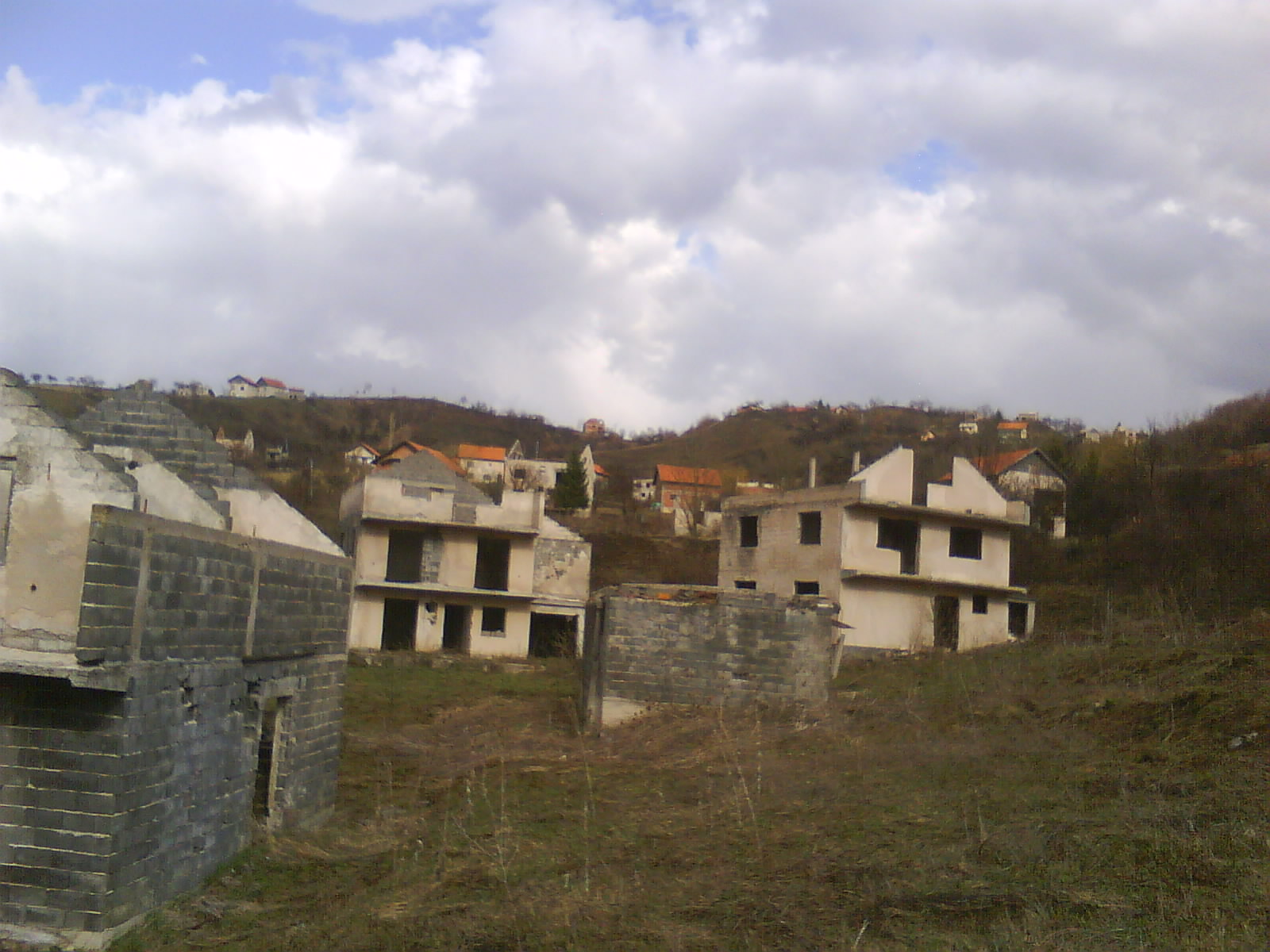
Spår av etnisk rensning i byn Grahovčići i Bosnien-Hercegovina under Bosnienkriget. De förstörda husen tillhörde bosniaker.

Etnisk rensning är ett uttryck som uppstod under jugoslaviska krigen under 1990-talet förra hälft och avser strategi eller politik med syfte att stärka en folkgrupps ställning genom att tvångsvis (med våld) förflytta eller döda människor på grund av annan etnisk tillhörighet, ofta också annan religiös tillhörighet. Innebörden av etnisk rensning som begrepp befinner sig mellan deportering och folkmord.
På senare tid har det hävdats att Stalins tvångsförflyttningar av befolkningsgrupper i Sovjetunionen delvis kan betraktas som etniska rensningar. Termen har senare utvidgats och används ibland om andra historiska exempel, bland annat om Nazitysklands "Blut und Boden"-politik och fördrivningen av Amerikanska urfolken under koloniseringen av Amerika. Tvångsförflyttningen av tyskar från västra Polen och Königsberg efter andra världskriget, fördrivningen av palestinier från delar av Brittiska Palestinamandatet i samband med 1948 års arabisk-israeliska krig liksom fördrivningen av judar från den muslimska världen omkring samma tid är andra exempel.
Begreppet är inte en brottsrubricering i sig, men deporteringar och plundring räknas som brott mot mänskligheten enligt Romstadgan för Internationella brottmålsdomstolen, som bildades 2002 efter de jugoslaviska krigen, och som krigsförbrytelser i Fjärde Genèvekonventionens föreskrifter 1949 om skydd för civilbefolkningen i krig. Även FN:s folkmordskonvention 1948 beskriver motsvarande handlingar.